# New Philadelphia, Ohio
New Philadelphia är administrativ huvudort i Tuscarawas County i delstaten Ohio. Enligt 2010 års folkräkning hade New Philadelphia 17 288 invånare.